# 秋扒乡
秋扒乡，是中华人民共和国河南省洛陽市栾川县下辖的一个乡镇级行政单位。

## 行政区划
秋扒乡下辖以下地区：
秋扒村、蒿坪村、小河村、鸭石村、雁坎村、北沟村、白岩寺村、黄岭村和嶂峭村。